# Time to Dance
Time to Dance is een Nederlands televisieprogramma dat werd uitgezonden door RTL 4. De presentatie van het programma was in handen van Chantal Janzen en Jamai Loman. Zij werden bijgestaan door een driekoppige jury bestaande uit Dan Karaty, Robin Martens en Gianinni Semedo Moreira.

## Format
In dit programma gingen presentatoren Chantal Janzen en Jamai Loman op zoek naar nieuw danstalent in Nederland. De kandidaten kregen maar 30 seconden de kans om de driekoppige jury bestaande uit Dan Karaty, Robin Martens en Gianinni Semedo Moreira te overtuigen van hun danstalenten. Dit doen de kandidaten eerst in een aparte ruimte en kijkt de jury via een videoverbinding mee. Na die 30 seconden verscheen op een scherm "go" voor als de kandidaat niet door was of "dance" voor als de kandidaat wel door mocht.
Als de kandidaten "dance" op hun scherm kregen mochten ze door naar de volgende ruimte om hun volledige choreografie te dansen voor de jury die er dan live bij aanwezig zit. Hier krijgen de kandidaten na hun optreden of ze door zijn naar de volgende ronde. In de volgende rondes werden de kandidaten beoordeeld met cijfers en vielen de kandidaten met de laagste cijfers elke ronde af.

## Achtergrond
In december 2017 maakte jurylid Dan Karaty in een video die hij op Facebook plaatste het programma bekend en konden kijkers zich aanmelden. Een maand later, in januari 2018, werden Chantal Janzen en Jamai Loman als presentatoren en Robin Martens en Gianinni Semedo Moreira als juryleden bekendgemaakt.
De eerste aflevering werd uitgezonden op vrijdagavond 27 april 2018 en was goed voor 1.070.000 kijkers. Naarmate de afleveringen volgde daalde de kijkcijfers; zo keken er naar de derde aflevering 692.000 kijkers en werd de finale bekeken door 788.000 kijkers, wat voor een primetime vrijdagavond programma relatief laag is.